# 猶太文化博物館
猶太文化博物館是位於斯洛伐克首都布拉提斯拉瓦及相關城鎮的一座博物館，成立於1993年。該博物館主要展示在斯洛伐克居住的猶太人的相關歷史。目前該機構也是斯洛伐克國家博物館的組成部分。

## 概要
猶太文化博物館的展設重點，是以曾在斯洛伐克居住的猶太人，在精神和物質文化的發展以及對於過去發生在斯洛伐克纳粹大屠杀运输的文獻及記錄。目前博物館的主要活動包括收藏、文獻和隨後的展示活動。並拯救國家境內的猶太教、文件、繪畫或紀念品免遭到破壞、遺忘或出口到國外。到今日，該博物館擁有超過5,200件歷史物品標本。

## 展設區域
猶太文化博物館共有四座附屬館舍，並分佈於全國各地的城市及城鎮：
- 猶太街17號：位於布拉提斯拉瓦，其館舍內展示斯洛伐克的猶太人文化。[5]
- 普雷绍夫的普雷紹夫猶太教堂：其館舍內展示大量猶太教收藏。[6]
- 尼特拉猶太教堂：展覽致力於斯洛伐克猶太人命運的相關史料。
- 塞雷集中營大屠殺紀念館（英语：Sereď_concentration_camp）[7]：位於原塞雷集中營內。[8]

## 外部連結
- 官方網站 （页面存档备份，存于）